# Động đất ngoài khơi Miyagi 2021
Động đất ngoài khơi Miyagi 2021 (宮城県沖地震 Miyagi-ken oki Jishin) là trận động đất xảy ra vào lúc 18:09 (JST), ngày 20 tháng 3 năm 2021. Trận động đất có cường độ 6.9 richter, tâm chấn độ sâu khoảng 60 km nằm ngoài khơi tỉnh Miyagi. Cơ quan khí tượng Nhật Bản đã phát cảnh báo sóng thần, nhưng sau đó cảnh báo đã được rút lại. Hậu quả trận động đất chỉ làm 11 người bị thương.